# سعادت‌آباد (نور)
سعادت آباد، روستایی از توابع بخش چمستان شهرستان نور در استان مازندران ایران است..

## جمعیت
این روستا در دهستان میان‌رود (نور) قرار دارد و براساس سرشماری مرکز آمار ایران در سال ۱۳۸۵، جمعیت آن ۴۵۳ نفر (۱۲۰خانوار) بوده‌است.